# 埃列娜·霍瓦特
埃列娜·霍瓦特（羅馬尼亞語：Elena Horvat，1958年7月4日—），罗马尼亚女子赛艇运动员。她曾代表罗马尼亚参加1984年夏季奥林匹克运动会赛艇比赛，获得女子双人单桨无舵手金牌。